# Pleurarius brachyphyllus
Pleurarius brachyphyllus is een keversoort uit de familie Passalidae. De wetenschappelijke naam van de soort is voor het eerst geldig gepubliceerd in 1873 door Stoliczka.